# Cathédrale Sainte-Marie de Glasgow
Cette  cathédrale ne doit pas être confondue avec une autre cathédrale de Glasgow.
 D’autres cathédrales portent le nom de cathédrale Sainte-Marie.
La cathédrale Sainte-Marie (en anglais : St Mary's Cathedral) est une  cathédrale de l'Église épiscopalienne écossaise. Elle est située dans le West End de Glasgow, en Écosse. 
Le bâtiment actuel a été inauguré le 9 novembre 1871, mais la flèche a été achevée en 1893. L'architecte en était Gilbert Scott George. Elle a été élevée au rang de cathédrale en 1908. 
La hauteur totale de la cathédrale est de 63 mètres. L'église a été reconnue en raison de son importance artistique comme un immeuble classé « Grade A ».